# Nicó (patriarca)
Nikita Mínov o Nikita Minin, més conegut com a Nicó (Valdemànovo, Rússia, 7 de maig de 1605 - Iaroslavl, 17 d'agost de 1681), va ser el setè patriarca de l'Església Ortodoxa Russa. Va protagonitzar un dels períodes més importants de la història de l'Església, en introduir nombroses reformes litúrgiques i disciplinàries que van portar al cisma o raskol dels Vells creients russos.
Va ser un amic proper del tsar Aleix de Rússia, va estar casat durant deu anys i es va fer monjo després de morir els seus fills, va escalar posicions dins de l'església i el 1649 va ascendir al càrrec de Bisbe metropolità de Nóvgorod (el Gran), i el 1652 al de patriarca de Moscou. Dos anys més tard, el 1654 va convocar un concili en el qual va obligar els seus sacerdots a acceptar una revisió completa dels textos sagrats, que ell va traduir i va adaptar dels textos grecs; va construir i va reformar monestirs i els va dotar de valuoses col·leccions, els seus emissaris van recórrer l'Orient Mitjà i Rússia cercant manuscrits, tant profans com sagrats, que poguessin acostar l'església russa als seus orígens grecs, creient que Rússia es convertiria en el centre espiritual i polític de l'Església ortodoxa.

## Biografia
Fill d'un pagès rus anomenat Mina, va néixer el 7 de maig de 1605 al poble de Valmanovo, 90 verstes (96 km) de Nijni Nóvgorod. La seva mare va morir poc després de néixer ell i el seu pare es va tornar a casar. La seva madrastra el va maltractar. Va aprendre a llegir i a escriure amb el rector de la parròquia. Als 12 anys va fugir de casa al monestir de Makariev on va romandre fins al 1624 com a novell.

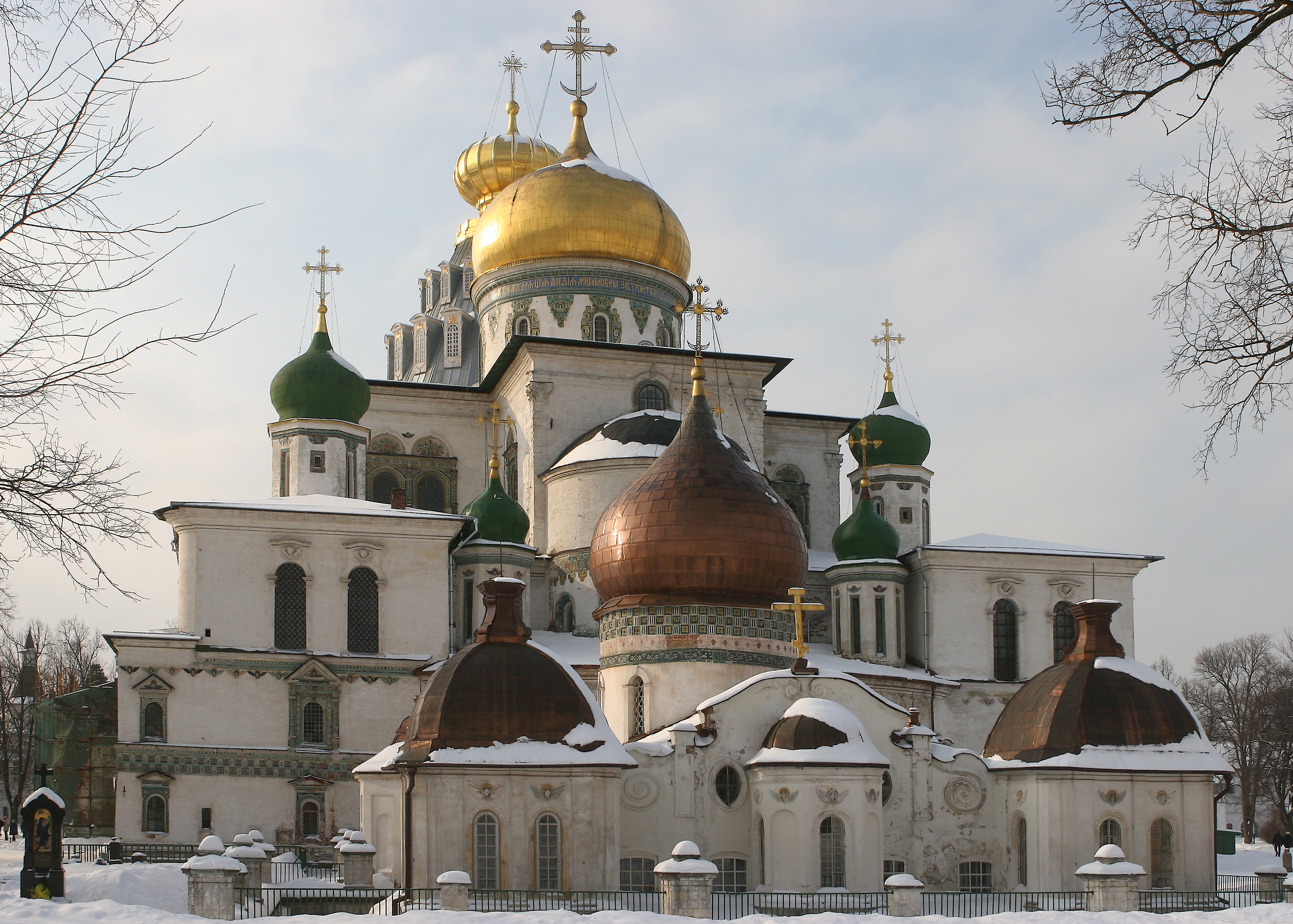
La residència de Nicó al claustre de la Nova Jerusalem és representativa de les seves opinions estètiques austeres.

Després va tornar a casa per la insistència dels seus pares, es va casar i es va fer rector en un poble proper.
La seva eloqüència va cridar l'atenció d'alguns comerciants de Moscou que venien a la zona a causa d'una famosa fira comercial celebrada als terrenys del monestir de Makaryev. Gràcies als seus esforços, va ser convidat a servir com a sacerdot en una populosa parròquia de la capital.
Hi va servir uns deu anys. Mentrestant, el 1635, els seus tres fills petits van morir. Ho va veure com un signe providencial i va decidir fer-se monjo. Primer va persuadir la seva dona perquè prengués el vel i després es va retirar a una ermita desolada a l'illa d'Anzerski a la Mar Blanca. En fer-se monjo va prendre el nom de Nicó.
El 1639, va tenir una baralla amb el pare superior, i va fugir del monestir en barca; va esclatar una tempesta i el seu vaixell va ser llançat a terra a l'illa de Kii, on més tard establiria un gran monestir. Finalment va arribar al monestir de Kozheozerski, a la diòcesi de Nóvgorod, del qual va esdevenir abat el 1643.

## Trobada amb el tsar
En el seu caràcter oficial, va visitar Moscou l'any 1646, i va retre homenatge al jove tsar Aleix I, com era costum a l'època. Aleix, que era bastant pietós, va quedar força impressionat amb Nicó i el va nomenar arximandrita, o prior, de l'important Monestir de Novospasski a Moscou. Aquest monestir estava especialment associat amb la Dinastia Romànov.

## Zelotes de Pietat
Mentre servia al Monestir de Novospasski, Nicó es va convertir en membre del cercle dels Zelotes de la Pietat. Aquest va ser un grup d'individus eclesiàstics i laics que va començar a finals de la dècada de 1630, reunint-se al voltant de Stefan Vonifatiyev, el confessor del tsar Alexei.
Arran del Període Tumultuós, els membres creien que els problemes de l'època eren la manifestació d'un Déu enfurismat, enfadat per la manca de religiositat del poble rus. El grup va demanar el renaixement de la fe ortodoxa russa i una renovació de la pietat religiosa de les masses. Aquest grup incloïa Fiódor Rtishchev, l'abat Ivan Neronov de la catedral de Kazan, el protopapa Avvakum i altres.
El 1649, Nicó es va convertir en metropolità de Nóvgorod. Allà li van donar alguns privilegis especials. Durant el seu mandat, va començar un motí a la ciutat i Níkon va ser severament colpejat per la turba. No obstant això, va aconseguir resoldre els assumptes pacíficament, encapçalant una processó religiosa contra els amotinats.

## Elegit patriarca (1652)
L'1 d'agost de 1652 va ser elegit patriarca de Moscou. Nicó sabia que era bastant impopular entre la noblesa i va declinar l'oferta diverses vegades.
Nicó va ser convençut amb moltes dificultats per convertir-se en l'arxipastor de l'Església russa. Va cedir després que el mateix tsar i els boiars li supliquessin per que acceptés. Només va cedir després d'imposar a tota l'assemblea un solemne jurament d'obediència a ell en tot el que es refereix als dogmes, cànons i observances de l'Església Ortodoxa.

## Reformes
Quan Nicó va ser nomenat, la reforma eclesiàstica ja estava a l'aire. Alguns dignataris eclesiàstics, coneguts com el partit dels protopopes (degans), havien acceptat la responsabilitat de la revisió dels llibres de servei de l'església inaugurats pel difunt patriarca Joasaf, i unes quantes altres rectificacions menors de determinades observacions antigues. Però eren massa tímids per intentar alguna cosa realment eficaç.

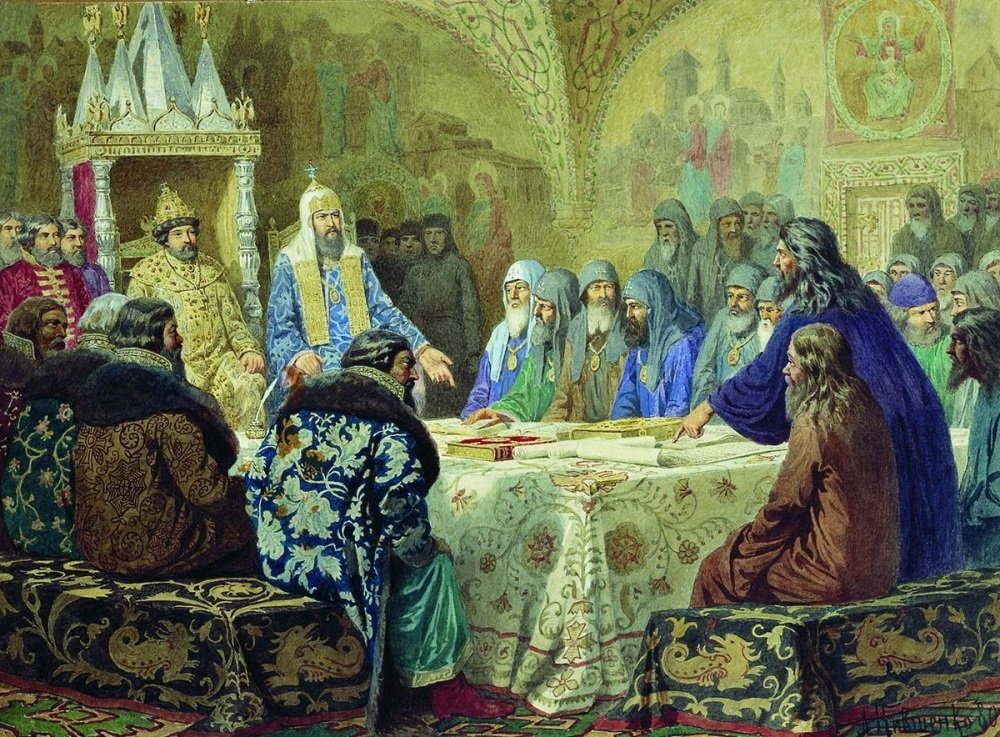
Aleksey Kivixenko. El patriarca Nicó i Epifany Slavinetski revisant els llibres de servei.

Nicó va llançar reformes atrevides. Va consultar els més erudits dels prelats grecs a l'estranger, els va convidar a una consulta a Moscou i, finalment, els estudiosos de Constantinoble i Kíev van convèncer Nicó que els llibres de servei moscovites eren heterodoxos i que les icones en ús s'havien allunyat molt dels antics models Constantinopolitans, essent en la seva major part imbuïts per les influències barroques franques i poloneses (Europa occidental).
Nicó va criticar severament l'ús d'aquestes icones tan noves; va ordenar que es fes una recerca casa per casa. Els seus soldats i criats van ser encarregats primer d'extreure els ulls d'aquestes falsificacions heretges i després portar-les per la ciutat en burla. També va emetre un ucàs amenaçant amb les penes més severes a tots els que s'atreviessin a fer o utilitzar aquestes icones en el futur.
Investigacions posteriors van determinar que els llibres de servei moscovites pertanyien a una recensió diferent de la que feien servir els grecs en l'època de Nicó, i els llibres moscovites no revisats eren en realitat més antics i més venerables que els llibres grecs, que havien van sofrir diverses revisions al llarg dels segles, eren més nous i contenien innovacions.
El 1654, Nicó va convocar un sínode per reexaminar els llibres de servei revisats pel patriarca Joasaf, i la majoria del sínode va decidir que "els grecs havien de ser seguits més que els nostres propis antics". Un segon concili, celebrat a Moscou l'any 1656, va sancionar la revisió dels llibres de servei tal com va suggerir el primer concili, i va anatematitzar la minoria dissident, que incloïa el partit dels protopopes i Pau, bisbe de Kolomna. Les reformes van coincidir amb una gran pandèmia l'any 1654.
La construcció d'esglésies semblants a tendes de campanya (la Catedral de Sant Basili n'és un exemple) estava estrictament prohibida, i moltes esglésies anticanòniques es van enderrocar per donar pas a noves, dissenyades a l'estil "antic romà d'Orient". Aquesta crueltat va molt lluny per explicar l'odi amb què els vells creients, com ara es començaven a anomenar, consideraven des de llavors Nicó i totes les seves obres.

## El seu programa de construcció
Va enriquir els nombrosos i esplèndids monestirs que va construir amb valuoses biblioteques. Els seus emissaris van buscar a Moscòvia i Orient preciosos manuscrits grecs i eslaus, tant sagrats com profans.
Entre els grans monestirs que va fundar hi havia el monestir de Valdai Iverski, el monestir de la Nova Jerusalem i el monestir de l'illa de Kii.

## Poder polític

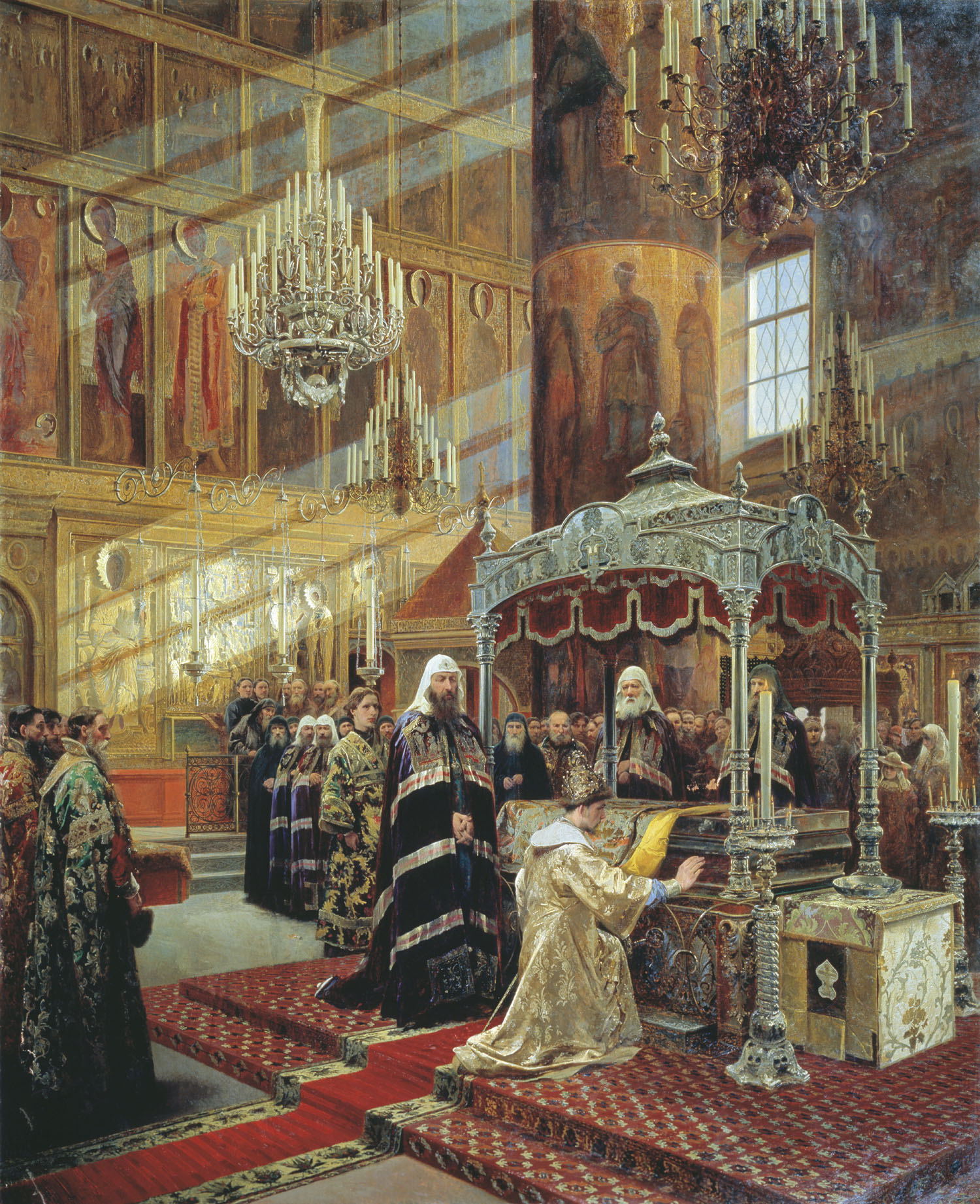
Nicó va fer canonitzar el metropolità Felip i les seves relíquies transferides al Kremlin de Moscou com a recordatori als tsars dels crims que havien comès contra l'església (pintura d'Alexandre Litovxenko).

Del 1652 al 1658, Nicó no va ser tant el ministre com el col·lega del tsar. Tant en documents públics com en cartes privades se li va permetre utilitzar el títol de sobirà. Aquest va ser especialment el cas durant les guerres amb la Confederació de Polònia i Lituània el 1654-1667, quan el tsar estava lluny de Moscou amb els seus exèrcits. El 1654, mentre començava la seva gran campanya militar, el tsar va deixar Nicó a casa com a governant en cap. No cal dir que això va crear un ressentiment considerable entre els boiars d'alt nivell.
Nicó va fer la seva missió treure l'Església de l'autoritat secular i separar permanentment l'Església de l'estat. Creia que l'Església i l'Estat havien de treballar en harmonia, mantenint-se separats els uns dels altres. Va afirmar que "Hi ha dues espases d'autoritat, és a dir, l'espiritual i la laica" i que "el bisbe suprem és més alt que el tsar". També va intentar organitzar l'Església amb una jerarquia semblant a la de l'estat, amb el patriarca en total control. En una nota personal, Nicó i Aleix van oficialitzar el seu vincle, ja que el tsar va convertir al patriarca en padrí de tots els seus fills.
Nicó va protestar especialment contra el Sobórnoie ulojénie (Codi Jurídic Rus) de 1649, que va reduir l'estatus del clergat i va fer que l'Església fos subordinada a l'estat. Així mateix, segons aquest Codi, la tributació de les terres del monestir s'utilitzava en benefici de l'estat.
Però les seves accions van aixecar tota una sèrie d'enemics contra ell, i l'estiu de 1658 havien convençut Aleix que el patriarca sobirà estava eclipsant el tsar sobirà. Alexius de sobte es va refredar amb el seu propi "amic de l'ànima", com ell l'anomenava.

## Nicó abandona Moscou (1658)
Gairebé com a prova de voluntats i, potser, amb l'esperança de dramatitzar la seva pròpia importància i indispensable, Nicó es va despullar públicament de les seves vestidures patriarcals el 1658 i va anar a viure al monestir de la Nova Jerusalem, que ell mateix va fundar a la ciutat d'Istra, 40 quilòmetres a l'oest de Moscou. Però en realitat no va renunciar oficialment al seu càrrec.
Durant gairebé dos anys, el tsar Aleix i Nicó van romandre separats i el seu conflicte no es va resoldre. El febrer de 1660 es va celebrar un sínode a Moscou per triar un nou patriarca al tron, vacant des de feia gairebé dos anys. El sínode va decidir no només que s'havia de nomenar un nou patriarca, sinó que Nicó havia perdut tant el seu rang arxiepiscopal com les ordres dels seus sacerdots.
Contra la segona part de la decisió del sínode, però, el gran expert eclesiàstic Epifani Slavinetski va protestar enèrgicament i, finalment, tota la investigació es va enfonsar. El tsar no estava disposat a fer complir els decrets del sínode sense estar segur de la seva validesa eclesiàstica.
Durant sis anys més l'Església Ortodoxa Russa va romandre sense patriarca. Cada any la qüestió de la deposició de Nicó es feia més complicada i confusa. Gairebé tots els erudits ortodoxos orientals contemporanis van ser consultats sobre el tema, i no hi havia dues autoritats que hi estiguessin d'acord. Finalment, l'assumpte va ser sotmès a un sínode panortodox.

## Condemnat pel sínode (1667)
El desembre de 1667, Nicó va ser jutjat per un sínode d'oficials de l'església, conegut com el Gran Sínode de Moscou. Va ser presidit per "dos patriarques estrangers... [i format per] tretze metropolitans, nou arquebisbes, cinc bisbes i trenta-dos arximandrites". Els dos patriarques del sínode eren Paisios d'Alexandria i Macari III d'Antioquia. Simeó de Polotsk va ser un dels teòlegs clau que va preparar els documents del sínode.
Segons Robert Massie, durant el procediment, Nicó va defensar fermament la seva creença que l'autoritat i el poder de l'església eren, i havien de ser, suprems; tanmateix, Nicó estava més aviat insistint que l'autoritat i el poder de l'església només havien de ser suprems en qüestions eclesiàstiques.
El 12 de desembre de 1667, el sínode va declarar Nicó culpable d'injuriar el tsar i tota l'Església moscovita, de deposar Pau, bisbe de Kolomna, en contra dels cànons, i de colpejar i torturar els seus dependents. La seva sentència va ser la privació de totes les seves funcions sacerdotals; des d'aleshores, se'l coneixeria simplement com el monjo Nicó. El mateix dia va ser pujat a un trineu i enviat com a presoner al Monestir de Ferapóntov, al nord. No obstant això, el mateix consell que l'havia deposat va confirmar totes les seves reformes i va anatematitzar tots els que es van negar a acceptar-les, com el protopa Avvakum.
Nicó va sobreviure al tsar Alexis, amb qui s'havia reprès una mica de l'antiga intimitat el 1671. El 1681, el nou tsar Fedor (fill d'Aleix), en saber que Nicó s'estava morint, li va permetre tornar a Moscou i, amb un perdó parcial, establir-se a la seva antiga casa de Moscou, el Monestir de la Nova Jerusalem. A Iaroslavl de camí cap allà, després de creuar el riu Kótorosl, va morir a Tropino el 17 d'agost de 1681. El monestir va romandre inacabat, però, la família reial va prestar especial atenció a garantir-ne la finalització. El clergue de Nicó va registrar més tard que, per a la consagració de l'església el 1685, Tserevna Tatiana va preparar or i plata, va disposar per a la fabricació d'icones i va brodar personalment vels per cobrir la parafernàlia per a l'eucaristia.